# Ankalina Dahlem
Ankalina Dahlem (* 1968 in Frankfurt am Main) ist eine deutsche Malerin und Schriftstellerin.

## Leben und Werk
Dahlem studierte 1990 und 1991 am Pasadena Art Center Freie Malerei, bevor sie im Herbst 1991 dasselbe Fach bei Jörg Immendorff an der Städelschule in Frankfurt belegte. 1993 wechselte sie an die Staatliche Akademie der Bildenden Künste nach Karlsruhe, wo sie bei Stephan Balkenhol Bildhauerei und bei Erwin Gross Freie Malerei studierte und 1997 ihr Diplom erhielt. 1998 wurde sie Meisterschülerin.
Zentrales Motiv in Dahlems Arbeiten sind Tiere und Akte von Frauen, die scheinbar lieblich daherkommen, bei genauerem Hinsehen in ihrem surrealen Ambiente aber schockieren und aufrütteln. Die Kunsthistorikerin Carola Muysers schrieb auf Faust-Kultur.de, Dahlems Frauen „erinnern auf den ersten Blick an die Nymphen von Picasso und Matisse, an Cicciolina, die Muse von Jeff Koons, oder an Playmates. Auf den zweiten Blick erkennen wir, dass sie alles andere tun, als männlichen Künstlern, Narren und alten Männern zu Diensten zu sein.“ Zusammen mit Jean-Christophe Ammann erregte Dahlem 2002 Aufsehen durch die Ausstellung Ein Briefwechsel. Ein Jahr lang schickte die Künstlerin dem Kunsthistoriker und Ausstellungsmacher täglich eine kleine Zeichnung. Ammann antwortete, indem er die Zeichnungen vergrößert fotokopierte und anschließend phantasievoll aquarellierte oder collagierte. Dabei herausgekommen sind ironisch provozierende, manchmal schreiend komische, ins Obszöne abdriftende Kunstwerke.
2012 erschien In der Ferne taucht der Oktopus, Dahlems erster Band mit Kurzgeschichten.
Dahlem hat zwei Kinder, sie lebt und arbeitet in Frankfurt am Main und ist Mitglied im PEN Berlin. 

## Ausstellungen (Auswahl)
- Ein Briefwechsel. (zusammen mit Jean-Christophe Ammann) Galerie Bernd Slutzky, Frankfurt am Main, 2001.
- Sternenzimmer. Galerie Bernd Slutzky, Frankfurt am Main, 2002.
- The Shadow Of Memories And Dreams. Galerie Prento und Wiesel, Wiesbaden, 2009.
- Die Sehnsucht hat der Blitz getroffen. Art Virus Ltd., Frankfurt am Main und London, 2012.
- Über dem Himmel – unter dem Meer. Galerie C, Wien, 2013.
- Desire Got Struck By Lightning. The Ivy Brown Gallery, New York, 2013.
- Aus der Wirklichkeit der Träume, Kunststiftung Folker Skulima, Berlin, 2021
- Paradise Lost, Galerie Barbara von Stechow, Frankfurt am Main, 2023

## Kataloge und Bücher
- Auf beschlagenem Fenster ein gemaltes Gesicht.  Zeichnungen aus dem Jahr 1994 im Format 21 × 30 cm
- Imaginäre Freunde, Portraits 1998, Katalog zur Ausstellung, Hrsg. Staatliche Akademie der Bildende Künste Karlsruhe, Karlsruhe 1998
- Kablau, Die Geschichte eines Malers, Hrsg. Staatliche Akademie der Künste Karlsruhe, Karlsruhe 1999
- Ein Briefwechsel. (zusammen mit Jean-Christophe Ammann). Katalog zur Ausstellung. Hrsg. Galerie Bernd Slutzky, Frankfurt am Main 2001, ISBN 3-9805670-7-9.
- Raphaels Vögel. Katalog. Hrsg. Galerie Bernd Slutzky, Frankfurt am Main 2006, ISBN 3-9805670-9-5.
- In der Ferne taucht der Oktopus. Acht Kurzgeschichten. B3 Verlags und Vertriebs GmbH, Frankfurt 2012, ISBN 978-3-943758-73-3.
- Die Sehnsucht hat der Blitz getroffen. Katalog zur Ausstellung, Hrsg. Michele Sciurba. B3 Verlags und Vertriebs GmbH, Frankfurt 2012, ISBN 978-3-943758-72-6.
- Über dem Himmel – unter dem Meer. Katalog zur Ausstellung, Hrsg. Galerie C, Wien 2013.
- Mal' mal schön selbst! 15 Zeichnungen zum Ausmalen, Kolorieren und Sammeln, Verlag Vin Silberhorn, Berlin 2013
- Zurück nach Lima - der vergiftete Prinz, Roman, Merlin Verlag, Gifkendorf 2015, ISBN 978-3-87536-315-9
- Universe far, Roman, Edition Faust, Frankfurt am Main 2019, ISBN 978-3-945400-71-5
- Reverso, Short Cuts, Roman in 71 Episoden, Edition Faust, Frankfurt am Main 2023, ISBN 978-3-949774-24-9